# Boyo (Cameroun)
Pour les articles homonymes, voir Boyo.
Le Boyo est un département du Cameroun situé dans la région du Nord-Ouest. Son chef-lieu est Fundong.

## Organisation territoriale
Le département est découpé en 4 communes et/ou arrondissements :
- Belo
- Fonfuka
- Fundong
- Njinikom